# Xanthorhoe ordinaria
Xanthorhoe ordinaria är en fjärilsart som beskrevs av Walker 1862. Xanthorhoe ordinaria ingår i släktet Xanthorhoe och familjen mätare. Inga underarter finns listade i Catalogue of Life.